# 靜琬
静琬（—639年），又名釋智苑，隋代至唐朝初年幽州僧人。

## 生平
静琬遇到過北周之滅佛運動，所以唯恐再度遇到滅佛而使佛法滅失，所以发愿刻一切佛经于石板上，若遇到佛法又遭劫難，還有一部石板的經書得以留存。
所以和他的弟子玄導等人，從隋朝開始在石碑上刻經，並建立道場，這個舉動並得到隋煬帝皇后萧氏及其弟蕭瑀的贊助。所建道場即今房山雲居寺。
隋朝滅亡後，至唐貞觀十三年（639年），所造石經已滿七室，刻完《涅槃經》。且靜琬於當年圓寂，此後這個刻石佛經的巨大事業，則由靜琬之弟子接續其志，並得到歷代僧人繼續傳承，經歷宋、遼、金，元，到明朝末年而止。這就是佛教歷史著名的《房山石經》。